# Đồng Hoa (nhà Thanh)
Đồng Hoa (chữ Hán: 童华, ? - ?), tự Tâm Phác, người Sơn Âm, Chiết Giang , quan viên nhà Thanh. Ông được sử cũ xếp vào nhóm quan viên địa phương có thành tích tốt.

## Khởi nghiệp
Khi chưa trưởng thành và còn là chư sanh, Hoa thường học tập lời của Danh gia và Pháp gia, ra giúp việc cho quan lại địa phương. Đầu thời Ung Chính, Hoa nộp tiền để mua chức Tri huyện. Bấy giờ triều đình đang sửa luật lệ, Đại học sĩ Chu Thức tiến cử Hoa, nên ông được Ung Chính Đế triệu kiến, nhận mệnh tra xét việc chẩn cứu Trực Lệ. Hai huyện Nhạc Đình, Lư Long báo số dân đói không thật, Hoa kể số lượng lên gấp bội. Di Thân vương Doãn Tường cùng Chu Thức sửa sang thủy lợi của doanh điền, đến Vĩnh Bình, hỏi hình thế Loan Hà, Hoa đáp rất rõ ràng, nên được Di Thân vương xem trọng. Ít lâu sau, Hoa được thụ chức Bình Sơn Tri huyện; nơi ấy gặp thiên tai, ông không đợi cấp trên trả lời, tự ý lấy 7000 thạch thóc kho ra cho dân vay. Hoa được cất làm Chân Định Tri phủ, quyền Án sát sứ. Xét việc phát thóc ở Bình Sơn, bộ đề nghị miễn quan, Ung Chính Đế ban đặc chiếu tha tội cho Hoa.

## Sửa thủy lợi Hà Bắc
Di Thân vương tâu xin lấy Hoa sửa thủy lợi của Kinh Nam cục, Hoa tính rằng ngoài thành Chân Định có 18 con suối, dâng sớ xin làm ngòi, tưới được 600 mẫu ruộng, trước sau hơn 300 khoảnh doanh điền. Sông Phũ Dương khởi nguồn ở Từ Châu , dân châu muốn độc chiếm lợi ích; từ xuân sang thu, đóng áp chứa nước, các huyện Vĩnh Niên, Khúc Chu ở hạ du không có giọt nước nào. Bấy giờ triều đình đổi châu quy về Trực Lệ, để tiện khống chế; Hoa kiến nghị mô phỏng quy hoạch hai áp ở Tây Hồ của Lý Bí đời Đường và Tam Giang của Thang Thiệu Ân đời Minh, khống chế lưu lượng nước, khiến cho việc tranh chấp nguồn nước của mấy huyện mãi mãi chấm dứt. Hoa lại cho rằng người miền bắc không ăn lúa gié, xin phát tiền để mua ngũ cốc của ruộng nước rồi chở đi Thông Thương , bớt được chi phí đường sông, dân cũng nhờ khoản tiền ấy mà mua lúa nếp, lúa kê làm cái ăn, triều đình đồng ý.

## Hoãn nợ thuế Giang Tô
Hoa được điều đi Tô Châu thuộc Giang Tô, gặp lúc Giang Tô bị thanh tra ra từ năm Khang Hi thứ 51 đến nay nợ thuế lên đến hơn 1200 vạn tiền, Tuần phủ đốc thúc gấp gáp, bắt bớ truy thu không nghỉ ngày nào. Hoa cố xin hoãn đòi nợ thuế, tuần phủ giận nói: "Mày dám nghịch chỉ ru?" Hoa đáp: "Hoa chẳng nghịch chỉ, mà tuân chỉ đấy; Hoàng thượng biết có nợ xấu, không mệnh cho nghiêm truy mà mệnh cho thanh tra, chính là muốn làm rõ lai lịch của nó, tra ra uẩn khúc, có lẽ do quan lại, có lẽ do lao dịch, có lẽ do dân chúng, có lẽ do trưng thu, có lẽ do bãi miễn, xong rồi mới rõ ràng, thì tâu xin Hoàng thượng xem xét, mới hợp ý của chiếu thư. Nay kẻ phụng mệnh không nhìn thấu đáo sự việc, muốn đem món nợ 15 năm lập tức đòi về, là bạo trưng, không phải thanh tra nữa. Nay xin hoãn kỳ hạn thêm 3 tháng, khi đã phân loại rõ ràng, thì chia ra mà điệp báo." Tuần phủ theo lời xin của Hoa, bèn phóng thích tất cả những kẻ nợ thuế, lên đến hơn ngàn người, tiếp đó làm sách tâu xin. Bấy giờ triều đình cũng nghe được việc thanh tra ở Giang Nam không tốt, hạ chiếu chỉ trích, đúng như lời Hoa.

## Cuối đời
Hoa mích lòng sủng thần Lý Vệ, Ung Chính Đế không bắt lỗi được ông, bèn điều Hoa đi Thiểm Tây. Hoa được thự chức Tri phủ ở Túc Châu, giúp Kinh lược Ngạc Nhĩ Thái việc đồn điền, đục thông 5 tòa núi của đồn Cửu Gia Diêu, dẫn nước vào ngòi, tưới vạn khoảnh ruộng. Sau đó Hoa ngỗ ngược với Tuần phủ, bị hặc nên chịu bãi quan.
Năm Càn Long đầu tiên (1736), Hoa được khởi làm Phúc Châu Tri phủ, rồi điều đi Chương Châu. Hoa rất thích thuật trường sanh, mời gọi phương sĩ, học phép luyện đan, nên lại bị hặc, chịu bãi quan về quê.
Mấy năm sau, Hoa mất, không rõ khi nào.

## Tính cách
Sử cũ nhận xét Hoa có tính cương mà ngỗ ngược, nên nhiều lần được khởi dùng nhưng cũng nhiều lần bị đẩy ngã. Chiết Giang Tổng đốc Lý Vệ từng đến Tô Châu bắt người, Hoa lấy cớ không có điệp văn nên không cho; Vệ giận, chửi mắng ông ở chỗ Hoàng đế. Ung Chính Đế triệu kiến, chỉ trích Hoa mua danh cầu dự, ông đáp: "Thần dốc sức vì nước, cũng như mua danh; dốc lòng vì dân, cũng như cầu dự." Đế đành thôi, mệnh cho Hoa đi Thiểm Tây làm Tri phủ.
Tại Tô Châu, dân cảm ơn ân đức của Hoa rất sâu, so sánh với Tô Châu Tri phủ Huống Chung đời Minh. Bấy giờ Ung Chính Đế sửa sang doanh điền của Trực Lệ, những người được dùng vào việc ấy phần nhiều đều trở thành quan giỏi ở địa phương một thời, mà Hoa là ví dụ điển hình.

## Trước tác
- Cửu Gia Diêu đồn công ký (九家窑屯工记)